# Box-office Italie 1972-1973
Cet article traite du box-office de la saison cinématographique 1972-1973 en Italie.

## Les 20 premiers
Les films sont classés selon les recettes réelles de la Société italienne des auteurs et éditeurs (SIAE, Società Italiana degli Autori ed Editori), fournies par les volumes Platea in piedi exprimées en lires italiennes,,. Lorsque les données SIAE pour le nombre d'entrées ne sont pas disponibles, les recettes réelles ont été divisées par le prix moyen du billet à l'époque, estimé à 458,5 lires en  1972-73.
Pour certains titres étrangers, les données SIAE ne sont pas disponibles, la position dans le classement est obtenue sur la base des données disponibles auprès du Giornale dello spettacolo,.
| Rang | Titre                                    | Pays | Réalisateur              | Recettes Italie (lires) | Entrées Italie |
| ---- | ---------------------------------------- | --- | ------------------------ | ----------------------- | -------------- |
| 1    | Le Parrain                               | Drapeau des États-Unis | Francis Ford Coppola     | 10 000 000 000          | 21 814 927     |
| 2    | Le Dernier Tango à Paris                 | Drapeau de l'Italie · Drapeau de la France | Bernardo Bertolucci      | 6 957 332 000           | 15 623 773     |
| 3    | Malicia                                  | Drapeau de l'Italie | Salvatore Samperi        | 5 537 612 000           | 11 756 327     |
| 4    | Maintenant, on l'appelle Plata           | Drapeau de l'Italie | Giuseppe Colizzi         | 4 648 002 000           | 10 085 447     |
| 5    | Les anges mangent aussi des fayots       | Drapeau de l'Italie | Enzo Barboni             | 3 420 354 000           | 7 459 877      |
| 6    | Et maintenant, on l'appelle El Magnifico | Drapeau de l'Italie · Drapeau de la France · Drapeau de la République fédérative socialiste de Yougoslavie                                          | Enzo Barboni             | 3 367 119 000           | 7 343 000      |
| 7    | Le Professeur                            | Drapeau de l'Italie · Drapeau de la France | Valerio Zurlini          | 3 245 487 000           | 7 078 488      |
| 8    | L'emigrante                              | Drapeau de l'Italie | Pasquale Festa Campanile | 2 503 921 000           | 5 461 114      |
| 9    | Orange mécanique                         | Drapeau du Royaume-Uni · Drapeau des États-Unis | Stanley Kubrick          |                         |                |
| 10   | Alfredo, Alfredo                         | Drapeau de l'Italie | Pietro Germi             | 2 331 995 000           | 5 086 139      |
| 11   | Cosa Nostra                              | Drapeau de l'Italie · Drapeau de la France | Terence Young            | 2 186 321 000           | 4 768 420      |
| 12   | Les Contes de Canterbury                 | Drapeau de l'Italie | Pier Paolo Pasolini      | 2 138 971 000           | 4 665 149      |
| 13   | Si, si, mon colonel                      | Drapeau de l'Italie · Drapeau de la France | Mino Guerrini            |                         |                |
| 14   | Lo chiameremo Andrea                     | Drapeau de l'Italie | Vittorio De Sica         | 1 970 554 000           | 4 297 828      |
| 15   | La Horde des salopards                   | Drapeau de l'Espagne · Drapeau de l'Italie · Drapeau de la France · Drapeau : Allemagne de l'Ouest                                                  | Tonino Valerii           | 1 960 071 000           | 4 274 964      |
| 16   | La Main de fer                           | Drapeau de Hong Kong | Cheng Chang Ho           |                         |                |
| 17   | L'Argent de la vieille                   | Drapeau de l'Italie | Luigi Comencini          | 1 880 523 000           | 4 101 468      |
| 18   | L'Appel de la forêt                      | Drapeau du Royaume-Uni · Drapeau de l'Italie · Drapeau : Allemagne de l'Ouest · Drapeau de l'Espagne · Drapeau de la France · Drapeau de la Norvège | Ken Annakin              | 1 603 033 000           | 3 496 255      |
| 19   | Elles sont dingues, ces nénettes         | Drapeau de l'Italie | Steno                    | 1 599 297 000           | 3 488 107      |
| 20   | La Scoumoune                             | Drapeau de la France · Drapeau de l'Italie | José Giovanni            | 1 531 371 000           | 3 339 958      |